# Céline Curiol
Céline Curiol, född 31 januari 1975 i Lyon, är en fransk författare och journalist. Efter att ha försökt utbilda sig till miljöingenjör, hoppade hon av studierna och flyttade till New York, där hon var korrespondent för Libération och France Inter. Hon har även bott i London, Kyoto och Buenos Aires och Paris.
Hennes verk finns översatta till svenska, som exempel Utrop (Voix sans issue) från 2005. Den finns även översatt till fjorton andra språk. Hennes verk är oftare av ungdomligare natur och hennes språk är relativt lätt. Det betyder dock inte att de saknar djup.